# Louis François de Brancas
Louis François de Brancas († Oktober 1679), 2. Duc de Villars, war ein französischer Aristokrat aus dem Haus Brancas.

## Leben
Louis François de Brancas war der älteste Sohn von Georges de Brancas, 1. Duc de Villars, und Julienne-Hippolyte d’Estrées, der Schwester von Gabrielle d’Estrées.
Unter dem Kommando des Comte d’Harcourt nahm er an zwei Feldzügen teil: er war (1650) Maréchal de camp in der Schlacht bei Lugny sowie im Jahr 1651. Weitere Aktivitäten militärischer Art sind von ihm nicht bekannt.
Am 15. Juli 1657 ließ er die Erhebung des Herzogtums Villars zur Pairie beim Parlement der Provence eintragen.

## Ehe und Familie
Louis François de Brancas war drei Mal verheiratet:
Mit Ehevertrag vom 26. Dezember 1649 heiratete er Madeleine-Claire de Lenoncourt († 16. August 1661), Tochter von Antoine de Lenoncourt, Marquis de Marolles, und Marie d’Angennes (Haus Lenoncourt). Die Ehe blieb ohne Nachkommen.
Am 22. April 1662 heiratete er in zweiter Ehe Marie-Madeleine Girard († 20. April 1674), Tochter von Louis Girard, Seigneur oder Comte de Villetaneuse, Procureur-général en la Chambre des comptes de Paris, und Marie Boyer de Breuil. Kinder aus dieser Ehe sind:
- Louis de Brancas (* 14. Februar 1663; † 24. Januar 1739 in Paris), 3. Duc de Villars, Pair de France, verzichtete am 14. Dezember 1709 auf die Titel Duc und Pair zugunsten seines ältesten Sohnes und zog sich am 29. September 1721 in die Abtei Le Bec in der Normandie zurück; ⚭ (1) (Ehevertrag mit Dispens vom 25. Juli 1680) Marie de Brancas († 27. August 1731), Tochter von Charles de Brancas, Marquis de Maubec; ⚭ (2) 24. Februar 1738 Louise Diane Françoise de Clermont-Gallerande, Erbtochter von Pierre Gaspard de Gallerande und Gabrielle Françoise d’O, Witwe von Georges Jacques de Beauvilliers, Marquis de Saint-Aignan († 9. Juni 1734)
- Louis Étienne Joseph de Brancas (* 10. November 1664; † auf See)
- Louis de Brancas (* 13. Dezember 1670; † 12. Oktober 1716), genannt le Chevalier de Villars, Abt von Notre-Dame des Alleurs
- Marie Madeleine de Brancas († 7. März 1743 im Konvent der Abbaye-aux-Bois in Paris, 63 Jahre alt); ⚭ 20. Oktober 1694 Gabriel Henri de Beauvau, Marquis de Montgauger († 12. Juli 1738, 83 Jahre alt), zuvor Capitaine der Gardes du corps des Herzogs von Orléans

Am 10. September 1676 heiratete er in dritter Ehe Louise Catherine Angélique de Fautereau de Mainières, (* wohl 1650; † 11. Februar 1701 in Paris, 51 Jahre alt). Aus dieser Ehe hatte er eine Tochter:
- Elisabeth Charlotte Candide de Brancas (* postum im Dezember 1679; † 26. August 1741 in Paris); ⚭ Louis de Brancas, Marquis de Céreste, Lieutenant-général des Armées du Roi und Lieutenant-général im Gouvernement der Provence, Ritter im Orden vom Heiligen Geist und im Orden vom Goldenen Vlies